# Ciclismo ai Giochi della XXIX Olimpiade - Corsa in linea femminile
La Corsa in linea femminile dei Giochi della XXIX Olimpiade fu corsa il 10 agosto a Pechino, in Cina, ed affrontò un percorso totale di 126,4 km. Venne vinta dalla britannica Nicole Cooke, che terminò la gara in 3.32′24″.
Alla gara presero parte 66 atlete, di cui 62 giunsero al traguardo.

## Ordine d'arrivo
Nota: DNF ritirato, DNS non partito, DSQ squalificato
| Pos. | Corridore                | Squadra       | Tempo    |
| ---- | ------------------------ | ------------- | -------- |
| 1    | Nicole Cooke             | Gran Bretagna | 3h32′24″ |
| 2    | Emma Johansson           | Svezia        | s.t.     |
| 3    | Tatiana Guderzo          | Italia        | s.t.     |
| 4    | Christiane Soeder        | Austria       | a 4"     |
| 5    | Linda Villumsen          | Danimarca     | a 9"     |
| 6    | Marianne Vos             | Paesi Bassi   | a 21″    |
| 7    | Priska Doppmann          | Svizzera      | s.t.     |
| 8    | Paulina Brzeźna          | Polonia       | s.t.     |
| 9    | Edita Pučinskaitė        | Lituania      | s.t.     |
| 10   | Zul'fija Zabirova        | Kazakistan    | s.t.     |
| 11   | Jolanta Polikevičiūtė    | Lituania      | s.t.     |
| 12   | Julija Martisova         | Russia        | s.t.     |
| 13   | Christel Ferrier-Bruneau | Francia       | s.t.     |
| 14   | Maryline Salvetat        | Francia       | s.t.     |
| 15   | Noemi Cantele            | Italia        | s.t.     |
| 16   | Min Gao                  | Cina          | a 28″    |
| 17   | Leigh Hobson             | Canada        | s.t.     |
| 18   | Nicole Brändli           | Svizzera      | s.t.     |
| 19   | Anna Sanchis             | Spagna        | s.t.     |
| 20   | Trixi Worrack            | Germania      | s.t.     |
| 21   | Susanne Ljungskog        | Svezia        | s.t.     |
| 22   | Jevhenija Vysoc'ka       | Ucraina       | a 31"    |
| 23   | Emma Pooley              | Gran Bretagna | s.t.     |
| 24   | Jeannie Longo            | Francia       | a 33"    |
| 25   | Kristin Armstrong        | Stati Uniti   | a 43"    |
| 26   | Anita Valen de Vries     | Norvegia      | a 53"    |
| 27   | Modesta Vžesniauskaitė   | Lituania      | s.t.     |
| 28   | Joanne Kiesanowski       | Nuova Zelanda | s.t.     |
| 29   | Oenone Wood              | Australia     | s.t.     |
| 30   | Grete Treier             | Estonia       | s.t.     |
| 31   | Miho Oki                 | Giappone      | s.t.     |
| 32   | Tetjana Stjažkina        | Ucraina       | s.t.     |
| 33   | Amber Neben              | Stati Uniti   | s.t.     |
| 34   | Marissa van der Merwe    | Sudafrica     | s.t.     |
| 35   | Sharon Laws              | Gran Bretagna | s.t.     |
| 36   | Mirjam Melchers          | Paesi Bassi   | s.t.     |
| 37   | Erinne Willock           | Canada        | a 59″    |
| 38   | Sara Carrigan            | Australia     | a 1′01"  |
| 39   | Hanka Kupfernagel        | Germania      | s.t.     |
| 40   | Natal'ja Bojarskaja      | Russia        | a 1′21″  |
| 41   | Judith Arndt             | Germania      | a 1′27"  |
| 42   | Oksana Kaščyšyna         | Ucraina       | a 1′49"  |
| 43   | Aleksandra Burčenkova    | Russia        | a 4′08"  |
| 44   | Lieselot Decroix         | Belgio        | a 4′11″  |
| 45   | Giuseppina Grassi        | Messico       | s.t.     |
| 46   | Monika Schachl           | Austria       | a 4′13″  |
| 47   | Chantal Beltman          | Paesi Bassi   | a 4′38″  |
| 48   | Lang Meng                | Cina          | a 5′18″  |
| 49   | Sigrid Corneo            | Slovenia      | a 7′05″  |
| 50   | Alexandra Wrubleski      | Canada        | a 7′12″  |
| 51   | Clemilda Fernandes       | Brasile       | a 8′37″  |
| 52   | Christine Thorburn       | Stati Uniti   | a 8′44″  |
| 53   | Catherine Cheatley       | Nuova Zelanda | s.t.     |
| 54   | Danielys García          | Venezuela     | a 11′01″ |
| 55   | Marta Vilajosana         | Spagna        | s.t.     |
| 56   | Sara Mustonen            | Svezia        | s.t.     |
| 57   | Angie González           | Canada        | s.t.     |
| 58   | Gu Seong-Eun             | Corea del Sud | a 13′35" |
| 59   | Cherise Taylor           | Sudafrica     | a 16′09" |
| 60   | Yumari González          | Cuba          | a 19′15" |
| 61   | Chanpeng Nontasin        | Thailandia    | a 19′27" |
| 62   | Aurélie Halbwachs        | Mauritius     | a 19′47" |
| DNF  | Son Hui-Jeong            | Corea del Sud | -        |
| DNF  | Vera Carrara             | Italia        | -        |
| DNF  | Katherine Bates          | Australia     | -        |
| DNF  | Jennifer Hohl            | Svizzera      | -        |